# سيباستيان جيوفينكو
سيباستيان جيوفينكو (بالإيطالية: Sebastian Giovinco)‏ (النطق الإيطالي: ‎[seˈbastjan dʒoˈviŋko]‏) هو لاعب كرة قدم إيطالي سابق لعب في مركزي الوسط المهاجم والهجوم.
يتمتع برؤية ممتازة، ومهارات فنية، وهو متخصص في الركلات الحرة، وقادر على اللعب في العديد من المواضع الهجومية. نظرًا لطوله القصير، وقدراته الديناميكية ووتيرته؛ اكتسب جيوفينكو في إيطاليا لقب فورميكا أتوميكا («النملة الذرية»، شخصية كرتونية لهانا بربيرا) في شبابه. في عام 2015، تم اختياره كواحد من أفضل 100 لاعب كرة قدم في العالم من قبل الغارديان و FourFourTwo و ليكيب.
بدأ جيوفينكو مسيرته الكروية المحترفة مع نادي يوفنتوس الإيطالي في دوري الدرجة الثانية عام 2006، حيث تمت ترقيته إلى الفريق الأول بعد نجاحه مع فريق الشباب في النادي. في موسمه الأول، ساعد الفريق الكبير على الفوز باللقب وكسب الترقية إلى دوري الدرجة الأولى الإيطالي، ليثبت نفسه كأحد اللاعبين الواعدين برقمه 10. بعد نجاحه في دخول التشكيلة الأساسية، قضى فترات ناجحة على سبيل الإعارة مع الأندية الإيطالية إمبولي وبارما؛ حيث نضج كلاعب، قبل أن يعود إلى يوفنتوس في عام 2012. عند عودته إلى نادي تورينو، فاز باللقب مرتين متتاليتين في الدوري، لكنه كافح مرة أخرى للحفاظ على مكانه مع الفريق. نتج عن هذا تحرك رفيع المستوى إلى الدوري الأمريكي لتورونتو في مطلع عام 2015، في صفقة جعلت منه اللاعب الأعلى أجرًا في الدوري.
بعد انضمامه إلى النادي الكندي، سرعان ما أثبت جيوفينكو أنه أحد أفضل اللاعبين في الدوري الأمريكي الممتاز. خلال سنته الأولى مع النادي، قام بكسر العديد من الأرقام القياسية في الدوري، كما ساعد تورونتو أف سي في التأهل لبطولة دوري أبطال أوروبا للمرة الأولى في تاريخ النادي، وفوز جيوفينكو بجائزة الحذاء الذهبي لأفضل هداف في مسابقة الدوري الأمريكي، وجائزة MLS Newcomer of the Year، وجائزة MLS MVP.
في عام 2016، فاز بأول لقب له مع نادي تورنتو لكرة القدم وبطولة كندا لعام 2016، كما أصبح أفضل هدافًا في تاريخ النادي؛ مما ساعد النادي على التأهل إلى بلاي اوف مرة أخرى، ليصل إلى نهائي كأس الدوري الأمريكي لكرة القدم MLS.
في عام 2017، فاز ببطولته الكندية الثانية، وحاز على جائزة جورج جروس التذكارية لأفضل لاعب في المسابقة، واستحوذ على درع الجماهير، كما فاز ببطولة الدوري الأمريكي لكرة القدم 2017 مع تورنتو إف سي؛ للحصول على ثلاثية محلية. في عام 2018، ساعد جيوفينكو تورنتو في الوصول إلى نهائي دوري أبطال كونكاف، وحصل على جائزة الكرة الذهبية كأفضل لاعب في البطولة، كما حصل على البطولة الكندية الثالثة على التوالي مع النادي على الرغم من فشل نادي تورونتو في التأهل إلى بلاي اوف.
على المستوى الدولي، مثل جيوفينكو إيطاليا على جميع المستويات منذ أن اُستدعي من قبل فريق تحت 16 عام 2003.
على مستوى الشباب، شارك في دورة الألعاب الأولمبية الصيفية 2008 مع الفريق الإيطالي تحت 23 سنة، وساعد فيما بعد إيطاليا تحت 21 عامًا على الوصول إلى الدور نصف النهائي لبطولة كرة القدم الأوروبية تحت 21 سنة UEFA. ظهر لأول مرة مع الفريق الإيطالي في عام 2011، وشارك لاحقاً في بطولة كأس الأمم الأوروبية 2012 UEFA؛ محققًا مع منتخب بلاده لقب الوصيف، وفي كأس القارات 2013؛ فوزهم بميدالية برونزية (المركز الثالث)، وكذلك سجل هدفه الدولي الأول خلال البطولة.

## النشأة
ولد جيوفينكو في تورينو لأب صقلي جيوفاني -الأصل من بيساكوينو في مقاطعة باليرمو-، وأم من كالابريا، إلفيرا -أصلًا من كاتانزارو الذين انتقلوا من جنوب إيطاليا-.
نشأ في بيناسكو، جنوب غرب المدينة، في عائلة من مشجعي ميلان، وانضم إلى نظام يوفنتوس للشباب في عام 1996، عندما كان في التاسعة. وشقيقه الأصغر جيوسيبي كان أيضًا جزءًا من أكاديمية يوفنتوس للشباب، وهو يلعب حاليًا في الدوري الإيطالي.

## مسيرته الكروية

### يوفنتوس

#### مسيرة الشباب والظهور الاحترافي مع يوفنتوس

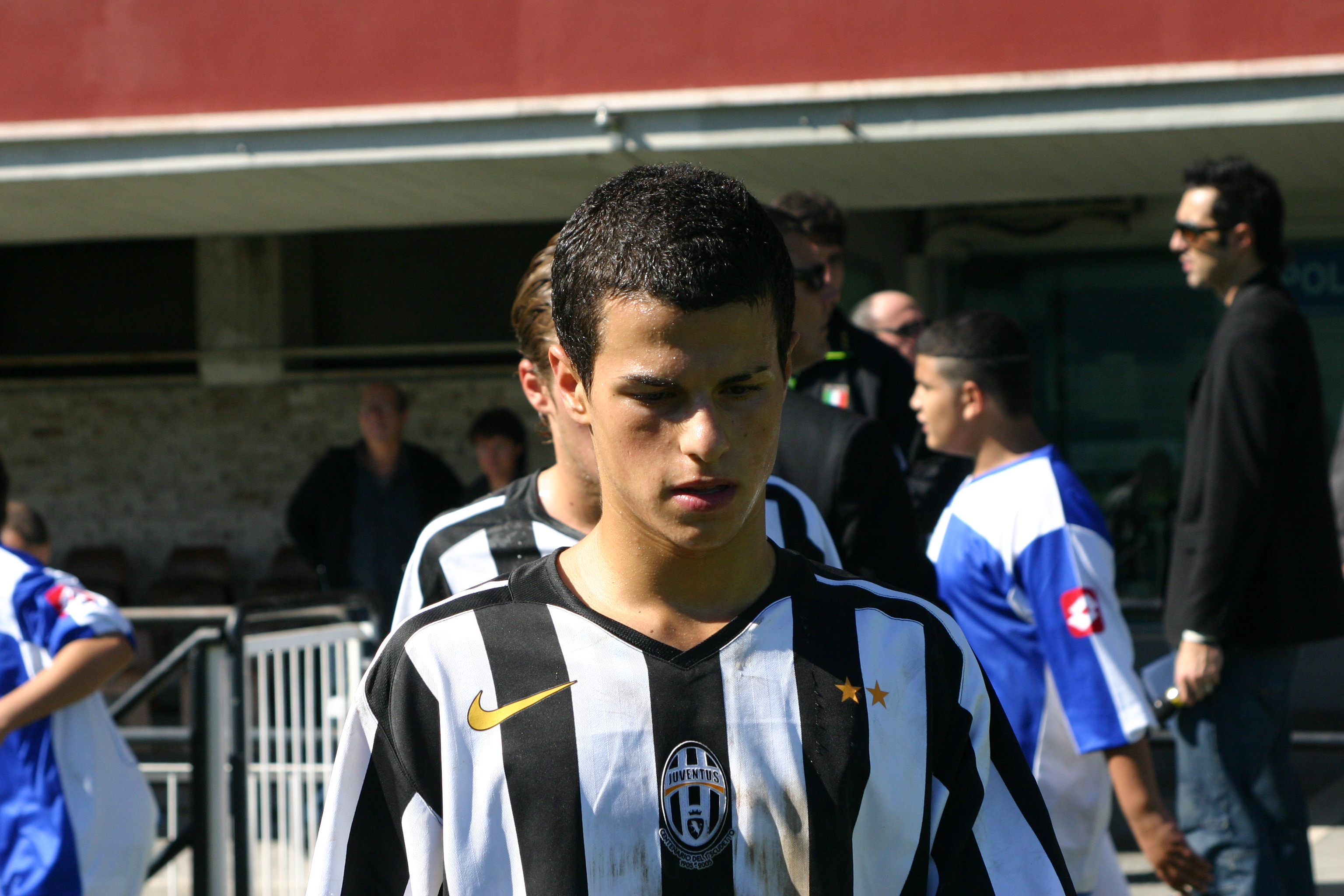
جيوفينكو مرتديًا قميص يوفنتوس خلال نهائي كأس فويتيلا 2005.

بعد انضمامه إلى نظام يوفنتوس للشباب، ازدهر جيوفينكو في صفوف النادي وأبدي الإعجاب به بشكل خاص خلال موسم 2005-06، حيث فاز مع زملائه بكأس السوبر الإيطالي، بالإضافة إلى كوبا إيطاليا بريمافيرا، وكذلك الوصول إلى النهائي في بطولة فياريجيو، حيث تم اختياره كأفضل لاعب في المسابقة.
تمت ترقية جيوفينكو إلى الفريق الأول خلال موسم 2006-07، كما لعب الموسم الأخير في فريق كأس Primavera. كان الظهور الاحترافي الأول له في 12 مايو 2007، في مباراة دوري الدرجة الثانية ضد بولونيا. جاء كبديل في مكان رافاييل بالادينو، وميز ظهوره الأول بمساعدة مساعد دافيد تريزيغيه. منذ ذلك الحين، كان يميل إلى أن يكون وريث اليساندرو ديل بييرو في الدور رقم 10 المبدع وراء المهاجم الرئيسي، المعروف باسم trequartista ،rifinitore، أو fantasista، بالإيطالية. فاز يوفنتوس بلقب دوري الدرجة الثانية في ذلك الموسم، وتم ترقية الفريق إلى دوري الدرجة الأولى في الموسم التالي.

#### إعارته إلى إمبولي
في 4 يوليو 2007، تم إعارة جيوفينكو إلى إمبولي. بدأ مشواره في دوري الدرجة الأولى الإيطالي في 26 أغسطس، حيث قَدِم بديلاً ضد فيورنتينا. سجل جيوفينكو هدفه الأول في الدوري الإيطالي في 30 سبتمبر ضد باليرمو واستطاعوا الفوز 3-1. قام بأول ظهور له في أوروبا في كأس الاتحاد الأوروبي في 4 أكتوبر ضد زيوريخ. أنهى جيوفينكو أول موسم له في الدوري الإيطالي برصيد 6 أهداف في 35 مباراة، وحصل على جائزة ليون دار أرجينتو من قبل النادي. على الرغم من أداء جيوفينكو الواعد؛ لم تكن إمبولي قادرة على تجنب الهبوط، وعاد إلى نادي يوفنتوس في نهاية الموسم.

#### الفترة الثانية مع يوفنتوس

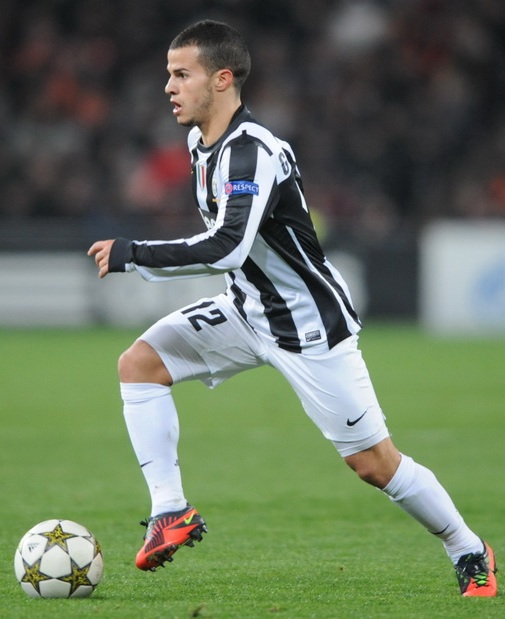
جيوفينكو مع يوفنتوس في عام 2012.

26 يونيو 2008، عاد جيوفينكو رسميا إلى يوفنتوس. لعب جيوفينكو مباراته الأولى في الدوري الإيطالي ليوفنتوس في 24 سبتمبر، ضد كاتانيا، قبل أن يساعد جيوفينكو كلا من فينتشنزو ياكوينتا وباتي بوريسوف في التعادل 2-2 في دوري الأبطال في 30 سبتمبر، أول بداية له للنادي. في 7 ديسمبر، سجل هدفه الأول ليوفنتوس، من خلال ضربة حرة ضد ليتشي ليفوز فريقه 2-1.
في أكتوبر 2008، وقع عقد تمديد، يربطه بيوفنتوس حتى صيف عام 2013. على الرغم من البداية الواعدة، إلا أن جيوفينكو لم يلعب بشكل منتظم وكان ظهوره بشكل متقطع طوال الموسم، سواء في بداية الشوط مع التشكيلة الأساسية أو خارجه على مقاعد البدلاء، حيث كان يناضل من أجل التأقلم مع تشكيلة كلوديو رانييري المفضلة 4-4-2، وكثيراً ما كان يضعه في مركز الجناح الأيسر. ومع ذلك، فقد كسب إشادة في وسائل الإعلام لأداءه وحصوله لقب رجل المباراة عندما بدأ في المباراة الرئيسية في يوفنتوس في دوري الدرجة الأولى الإيطالي ضد بولونيا في 14 مارس 2009، حيث قام أولًا بإعداد هدف من الزاوية ولاحقًا أحرز هدفًا آخر من كرة عرضية لمساعدة يوفنتوس على التأهل للفوز بالمباراة 4-1. أنهى الموسم في نهاية المطاف ب3 أهداف في 27 مباراة في جميع المسابقات، 2 منها جاء من 19 مباراة في دوري الدرجة الأولى الإيطالي.
في الموسم التالي، عندما اضطر المدير الفني الجديد للنادي تشيرو فيرارا إلى تبديل تكتيكي بسبب إصابات لاعبي خط الوسط الأول: ماورو كامورانيزي وكلاوديو ماركيزيو، تم إدخال جيوفينكو بشكل مختلف في التشكيلة الأساسية. ساعد يوفنتوس في هزيمة سامبدوريا 5-1 في رابع بداية له فقط من الموسم. تحت إدارة المدرب التالي ألبرتو زاكيروني، كان بالكاد أن يبرز. في أبريل، تعرض لإصابة في التدريب على أرض الملعب وتم استبعاده لبقية الموسم بعد خضوعه لاختبارات.

#### إعارته لبارما
في 5 أغسطس 2010، أعلن نادي بارما عن توقيع جيوفينكو على سبيل الإعارة من يوفنتوس، مع خيار شراء نصف حقوق انتقال اللاعب في نهاية الموسم. قدم أول مباراة له مع بارما ضد بريشيا والفوز 2-0 في 29 أغسطس. سجل هدفه الأول لبارما في 12 سبتمبر 2010، من ركلة حرة والتي انتهت بخسارة كاتانيا 2-1. البداية الرائعة للموسم كانت بحصل جيوفينكو على دعوة لتمثيل المنتخب الإيطالي. في 6 يناير 2011، سجل جيوفينكو هدفين لبارما وانتهت بالفوز 4-1 على ناديه الأم يوفنتوس. بعد مجهوده في البداية للاستقرار في بارما، قام بتجديد عقد إلى نهاية الموسم، حيث أنهى موسمه الأول في النادي برصيد 7 أهداف في 30 مباراة في الدوري. في نهاية الموسم، في 22 يونيو 2011، قام نادي بارما بخيار شراء نصف عقد جيوفينكو مقابل 3 ملايين يورو. في 11 سبتمبر (المباراة الأولى لموسم 2011-2012)، سجل جيوفينكو هدفًا ضد يوفنتوس مرة أخرى، حيث وجد الشباك من ركلة جزاء في هزيمة 4-1 على الخصم. ي 6 مايو، سجل هدفًا من على بعد 30 ياردة من مرمى سيينا في المباراة ما قبل الأخيرة من الموسم، والتي انتهت بفوز 2-0. في موسمه الثاني مع بارما، أنهى جيوفينكو الموسم كهداف متقدم للنادي (15) ومقدم المساعدة (11) في الدوري الإيطالي، مما ساعد الفريق في تحقيق المركز الثامن في الدوري. في المجموع، قدم 70 مباراة خلال موسمين له مع النادي، وسجل 23 هدفًا، وتقديم 22 تمريرة.

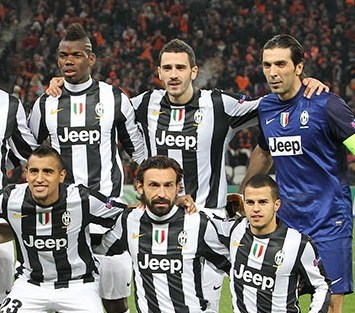

#### العودة إلى يوفنتوس
في 21 يونيو 2012، أعلن يوفنتوس أنه اشترى النصف الآخر من حقوق انتقال جيوفينكو من بارما مقابل 11 مليون يورو، وربطه بنادي تورين حتى 30 يونيو 2015. على الرغم من أنه صرح بأنه كان سعيدًا بارتداء القميص رقم 10، الذي تم إخلائه بعد أن ترك أسطورة يوفنتوس اليساندرو ديل بييرو النادي، تم تسليم جيوفينكو القميص رقم 12 تحت إدارة أنطونيو كونتي. ي 11 أغسطس 2012، فاز جيوفينكو بأول لقب له مع يوفنتوس، مما ساعد الفريق على هزيمة نابولي 4-2 في كأس السوبر الإيطالي. بدأ جيوفينكو المباراة الأولى في الدوري موسم 2012-13 ضد ناديه السابق بارما. فاز يوفنتوس بالمباراة 2-0، على الرغم من إصابة جيوفينكو بإصابة بسيطة بعد دقيقتين من نهاية المباراة. في مباراة الدوري التالية ضد أودينيزي في 2 سبتمبر، سجل جيوفينكو هدفين وفاز بركلة جزاء، والتي تم تحويلها من زميله في الفريق التشيلي أرتورو فيدال، حيث تابع يوفنتوس لهزيمة فريق فريولي 4-1 في أوديني.
سجل جيوفينكو أول أهدافه في دوري أبطال أوروبا (UEFA) ضد نوردشيلاند في 7 نوفمبر، في مباراة فاز فيها يوفنتوس 4-0 في استاد يوفنتوس. سجل الهدف الثالث ليوفنتوس ليتفوق على تشيلسي حامل اللقب 3-0 على أرضه، كما ساهم في فوز يوفنتوس على ضيفه شاختار دونيتسك بنتيجة 1-0، مما سمح ليوفنتوس بالتعويض عن مجموعته ولم يهزم وتقدم إلى مرحلة خروج المغلوب لأول مرة منذ بطولة 2008-2009.
في 1 ديسمبر، سجل جيوفينكو هدفه الخامس في الدوري هذا الموسم في ديربي ديلا مولي ضد تورينو، وكما ساعد في صناعة لأحد هدفي كلاوديو ماركيزيو والفوز 3-0 على أرضه. وسجل جيوفينكو هدف المباراة الوحيد في المباراة التي فاز فيها فريقه في كأس إيطاليا 1-0 على كالياري، مما سمح ليوفنتوس بالتقدم إلى ربع نهائي المسابقة. من قبيل الصدفة، سجل جيوفينكو (الذي كان يرتدي القميص رقم 12 في يوفنتوس في ذلك الوقت) في الدقيقة 12 من الشوط الثاني من المباراة، التي جرت في 12 ديسمبر 2012 (12/12/12)، بينما كان الهدف أيضًا له الثاني عشر للنادي. تمكن يوفنتوس في نهاية المطاف من الاحتفاظ بلقب الدوري الإيطالي ذلك الموسم، حيث تمكن جيوفينكو من تسجيل 7 أهداف في الدوري، و11 في المجموع في جميع المسابقات، حيث وصل يوفنتوس إلى ربع نهائي دوري أبطال أوروبا 2012 (UEFA)، والدور نصف النهائي من كأس إيطاليا لكرة القدم 2012-2013، ليخسر فقط أمام الفائزين في المسابقات التالية؛ بايرن ميونخ ولازيو.
غاب جيوفينكو عن الفوز مع يوفنتوس في كأس السوبر الإيطالي 2013، وبدا في البداية بدون أهداف في موسم 2013-2014 حتى حقق أخيراً هدفاً رائعاً في الفوز 3-2 على غريمه ميلان في 6 أكتوبر 2013. خرج جيوفينكو من التشكيل مرة أخرى وكافح من أجل كسب الوقت، لكنه نجح في إحراز هدفه في 14 أبريل 2014 ضد أودينيزي، حيث أخرج الكرة من المدافع وسجل برأسه تسديدة بقدمه اليسرى من خارج منطقة الجزاء. بشكل عام، تمكن جيوفينكو من تسجيل هدفين في 17 مباراة في الدوري الإيطالي ذلك الموسم، وهدف واحد في بطولة كأس إيطاليا، حيث فاز يوفنتوس باللقب الثالث على التوالي في الدوري الإيطالي الممتاز. خلال موسم 2014-2015 تحت قيادة ماسيميليانو اليجري، سجل جيوفينكو هدفين واستطاع الفوز 6-1 على هيلاس فيرونا في كأس إيطاليا في 15 يناير 2015، حيث ساعد يوفنتوس في ربع النهائي من المسابقة. كلا الهدفين جاء في الشوط الأول، الأول من ركلة حرة، والثاني في الوقت المحتسب بدل الضائع.

### تورونتو

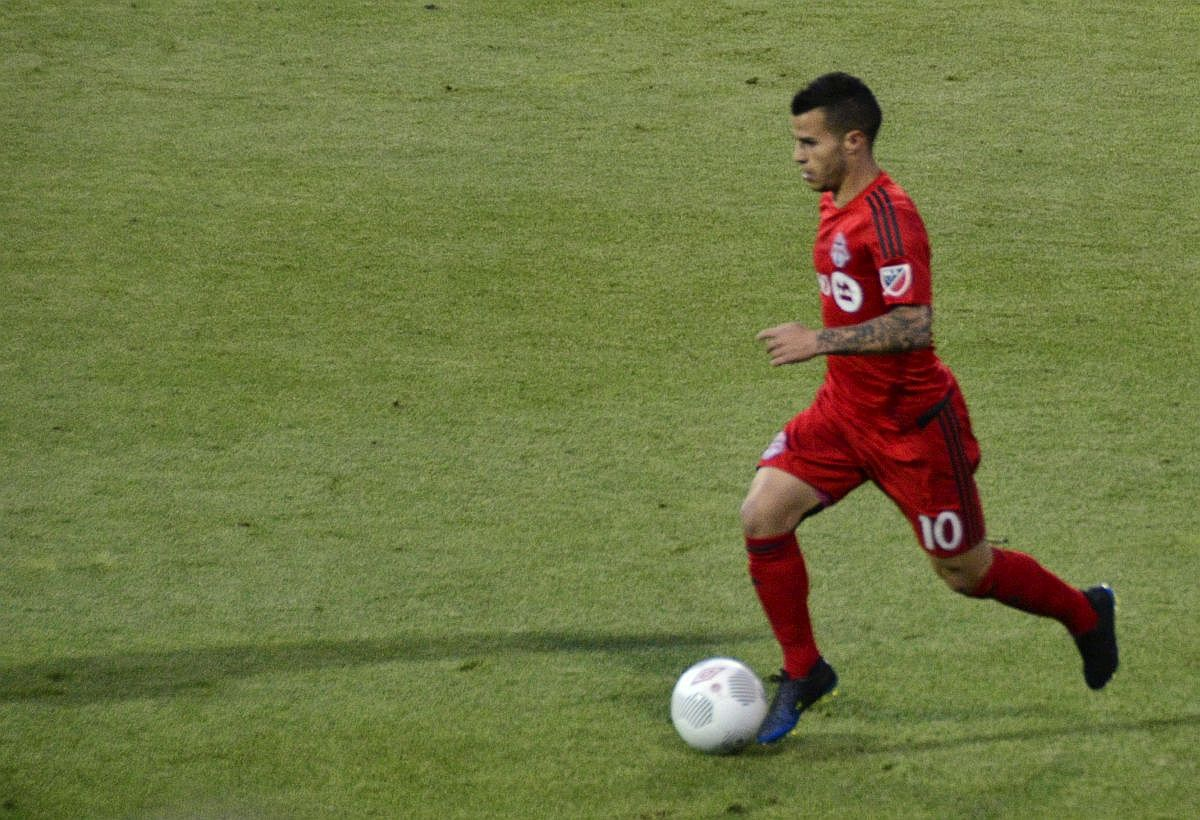
جيوفينكو يلعب لتورونتو في الدوري الأمريكي لكرة القدم موسم 2015.

#### موسم 2015: MLS MVP
في 19 يناير 2015، وقع جيوفينكو عقدًا للانتقال إلى الفريق الكندي تورنتو في نهاية موسم 2014-15 والذي يلعب في الدوري الأمريكي لكرة القدم (MLS). في 2 فبراير وصل إلى اتفاق مع يوفنتوس لتسوية العقد مبكراً والانضمام فورًا إلى تورنتو، قبل انطلاق الدوري الأمريكي كرة القدم 2015. ينص عقد تورونتو على راتب سنوي أساسي يبلغ 5.6 مليون دولار أمريكي، بالإضافة إلى سلسلة من المكافآت التي تسمح له بربح 7 ملايين دولار؛ مما يجعله اللاعب الأعلى في الدوري الأمريكي (MLS) قبل كاكا مع نادي أورلاندو سيتي، واللاعب الإيطالي الأعلى أجرًا في جميع البطولات حتى وصول أندريا بيرلو إلى نيويورك سيتي إف سي في وقت لاحق من ذلك العام. وقد أعلن نادي يوفنتوس في اليوم ذاته -2 فبراير- أن جيوفينكو قد غادر النادي قبل خمسة أشهر مما كان متوقعًا في البداية لبدء مسيرته في MLS مع تورونتو. قدم جيوفينكو أول مباراة له مع تورنتو ضد فانكوفر وايتكابس في 7 مارس.

#### موسم 2018: بطولة كندا الثالثة، نهائي دوري أبطال أوروبا وصراع MLS
في موسم الركود، في 30 كانون الثاني/يناير 2019، قام جيوفينكو بتوديع النادي بمشاركة منشور على انستغرام:

"As I have always maintained, I was hoping to renew my contract and finish my playing career in a city that feels like home... Unfortunately, this desire of ours has clashed with a change in direction with current TFC management. For the two years I have been seeking to extend my contract however management was reluctant... They may say I left for a more lucrative deal, but this is not the case... After having grown the brand and elevating the overall reputation of TFC both at home and abroad, it seems I no longer serve a purpose. I would have accepted less to stay in Toronto. Therefore, I reluctantly announce that my tenure as a TFC player has come to an end... With me I bring beautiful memories. Toronto – the 6ix – you are and will always remain in my heart. Thank you for everything you have taught me about myself and about life. I love you Toronto!" ترجمة المنشور:

### الهلال

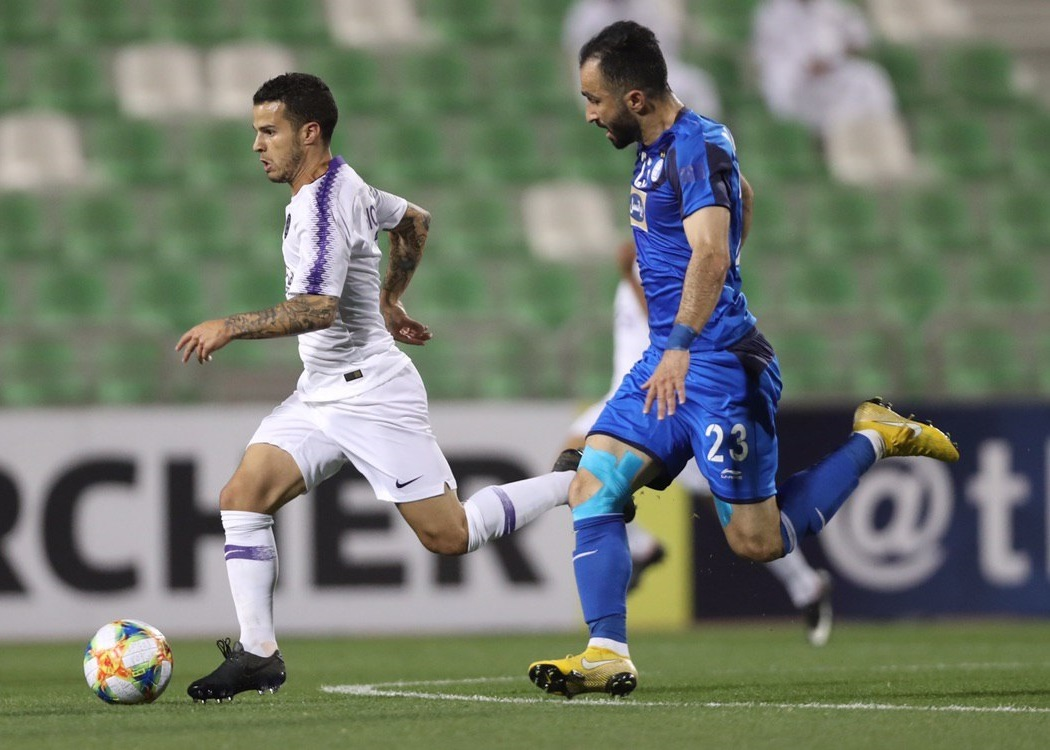
جيوفينكو يلعب للهلال خلال دوري أبطال آسيا 2019 ضد نادي الاستقلال الإيراني.

في 30 يناير 2019 انتقل جوفينكو لنادي الهلال السعودي بدون الإعلان عن قيمة الصفقة.
قدم أول مباراة له مع نادي الهلال في 12 فبراير 2019 على ملعب جامعة الملك سعود، حيث دخل بديلًا لأندريه كاريو في الدقيقة 62' واستطاع أن يحرز الهدف الثالث لفريقه في الدقيقة 80' بعد تمريرات موفقة بينه وبين الهداف الحالي لنادي الهلال بافيتمبي غوميز، لتنتهي المباراة بالفوز 4-1 على نادي القادسية. عند انضمامه للنادي كان الهلال ينافس في 4 بطولات: دوري المحترفين السعودي وكأس الملك ودوري أبطال آسيا والبطولة العربية، شارك فيها جميعها ما عدا الأخيرة والتي تم إدراج 4 أجانب آخرين حسب القوانين.
في 23 أبريل 2019، أثناء مباراة إياب نادي الهلال ضد نادي الاستقلال الإيراني في بطولة كأس آسيا سجل جيوفينكو الهدف الوحيد في المباراة ما أبقى النادي في صدارة مجموعته والتأهل لدور ال16. وبهذا الهدف أصبح جيوفينكو من اللاعبين القلة الذين أحرزوا أهدافًا في بطولة 3 قارات (دوري أبطال أوروبا، وبطولة الكونكاف، ودوري أبطال آسيا).

## مسيرته الدولية

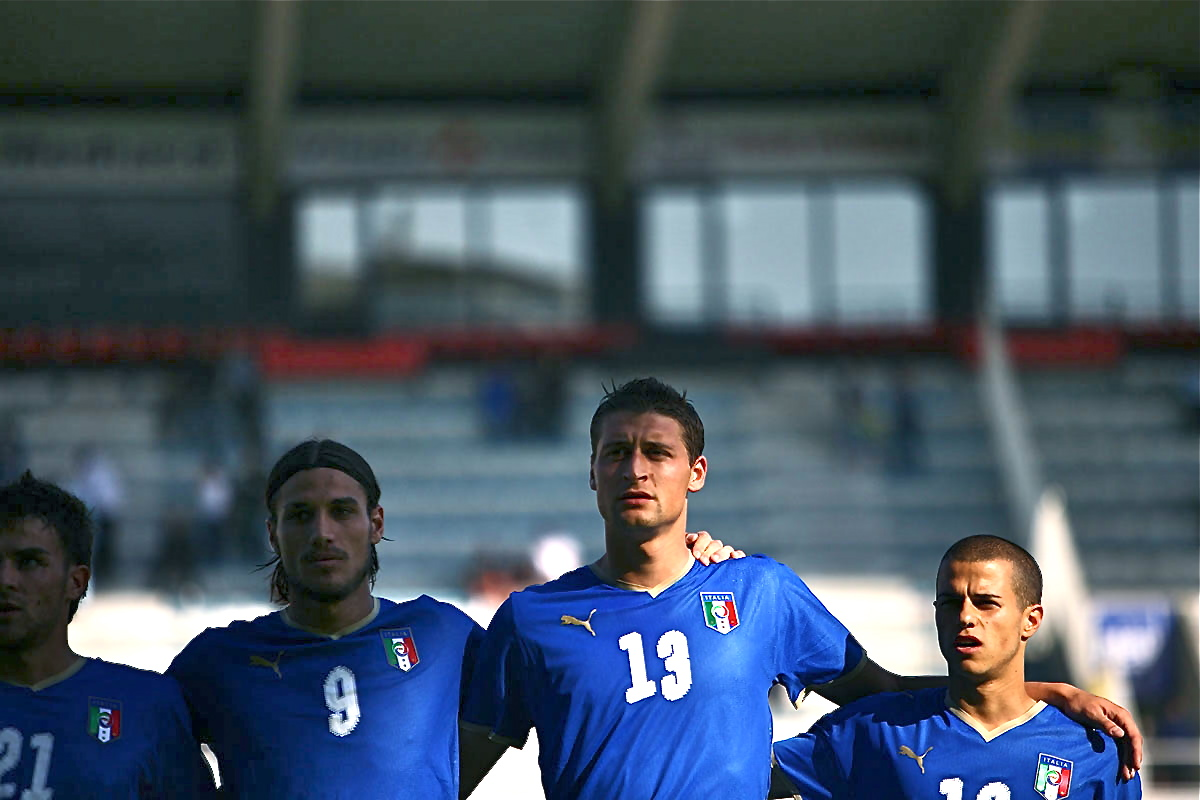
جيوفينكو (أقصى اليمين) يصطف مع لاعبي منتخب بلاده في بطولة تولون 2008.

وقد مثل جيوفينكو إيطاليا على كل مستويات الشباب من الأقل من 16 عامًا فصاعدًا. استدعاه مدرب إيطاليا بييرلويجي كاسيراغي إلى صفوف منتخب إيطاليا تحت سن 21 سنة ليشارك في أول مباراة له في تصفيات بطولة الأمم الأوروبية لعام 2009 في 1 يونيو 2007 وساعد في هزيمته 4-0 أمام ألبانيا.
في مايو 2008 تم اسدعاؤه ليلعب أيضاً في بطولة تولون 2008، حيث ظهر في جميع المباريات الخمس، وصُوِّب اللاعب الأكثر قيمة في البطولة، وسجل هدفين في المباراة الافتتاحية ضد ساحل العاج. وتم منحه لقب أفضل لاعب. فازت إيطاليا في النهاية بالمنافسة، حيث تغلبت على تشيلي 1-0 في النهائي. في ذلك الصيف، تم اختيار كل من زميله في فريق يوفنتوس كلاوديو ماركيزيو وباولو دي سيجلي في تشكيلة الألعاب الأولمبية الصيفية 2008 في بكين، الصين. في 7 أغسطس 2008، سجل هدف الافتتاح في المباراة التي انتهت بفوز 3-0 على هندوراس في أول مباراة من البطولة حيث ضرب الكرة من خارج منطقة الجزاء بقدمه اليسرى الضعيفة؛ تم التخلص من إيطاليا في الربع النهائي من المنافسة بعد خسارة 3-2 أمام بلجيكا في 16 أغسطس.
في صيف عام 2009، استدعي جيوفينكو إلى صفوف المنتخب تحت 21 سنة لبطولة أوروبا في السويد بعد أن لعب دوراً في ناجحًا في التصفيات المؤهلة لها. لعب جيوفينكو في التشكيلة الأساسية بداية كل مباراة في البطولة، لكن إيطاليا شهدت إقصاءً أمام الفائز في النهائي ألمانيا 1-0 في مباراة نصف النهائي التي تنازع عليها المنتخبين بشدة. وبسبب أدائه في بطولة أوروبا بشكل عام تم إدراجه في فريق الأحلام، وأدرج أيضًا في قائمة أفضل عشرة لاعبين الذين أظهروا أفضل ما لديهم في المسابقة.

### لأول مرة في كأس الأمم الأوروبية 2012 و 2013
استدعي جيوفينكو للمنتخب للمرة الأولى منذ ما يقرب من عامين بينما وهو على سبيل الإعارة في بارما، وحصل على أول استدعاء كبير له لمنتخب إيطاليا في 6 فبراير 2011 ؛ كان أول ظهور له مع فريقه إيطاليا في 9 فبراير، في مباراة ودية ضد ألمانيا في دورتموند، والتي انتهت بالتعادل 1-1، ولعب كبديل في الشوط الثاني لستيفانو ماوري. في ظهوره الدولي الثاني ضد أوكرانيا، قدّم مساعدة من كعب خلفي لهدف أليساندرو ماتري حيث فازت إيطاليا بالمباراة 2-0 في كييف. بعد بعض المباريات المبشرة التي ظهر فيها، قال المدير سيزار برانديلي إنه سيعطي جيوفينكو ظهوره الدولي الكامل كمبتدئ إلى جانب أنطونيو كاسانو الذي جاء في وقت لاحق من ذلك العام في 11 أكتوبر، في فوز 3-0 على أيرلندا الشمالية في التصفيات الأوروبية.

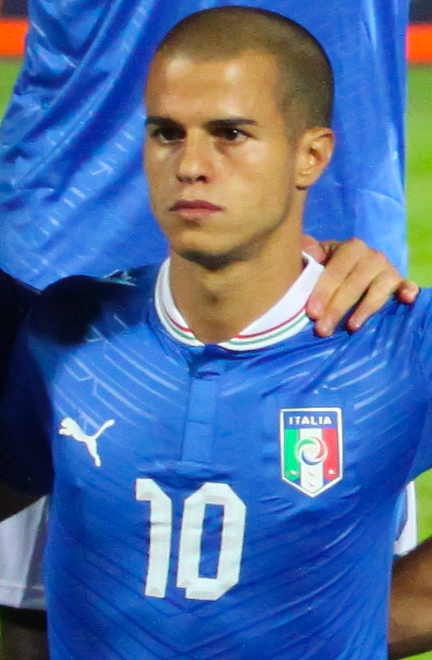
جيوفينكو مع المنتخب الوطني في عام 2012.

تم اختيار جيوفينكو كجزء من تشكيلة المنتخب الإيطالي المكونة من 23 لاعباً في كأس الأمم الأوروبية 2012. وظهر جيوفينكو كبديل في المباراتين الافتتاحية للمجموعة في البطولة ضد أسبانيا وكرواتيا، ما ساعد في تحقيق هدف ضد أسبانيا في المباراة الافتتاحية؛ حيث سجل هداف الفريق الأسبق أنتونيو دي ناتالي تمريرة مرتدة فوق العارضة. انتهت مباراة إيطاليا كوصيف بعد خسارته أمام أسبانيا 4-0.
بدأ جيوفينكو في المباراة الأولى من تصفيات إيطاليا لكأس العالم 2014 ضد بلغاريا في صوفيا، مرتديًا القميص رقم 10؛ وانتهت المباراة بالتعادل 2-2. سجل هدفه الأول لإيطاليا في مباراة مرحلة المجموعات لكأس القارات 2013 ضد اليابان، مرتديا القميص رقم 10؛ بالإضافة إلى تسجيل هدف الفوز في المباراة، كما ساهم أيضاً في ركلة جزاء والتي تم تحويلها من قبل ماريو بالوتيلي، وبالتالي ضمنت إيطاليا الفوز 4-3، مما سمح بالتقدم إلى الدور نصف النهائي من المسابقة لأول مرة في تاريخهم. في الدور نصف النهائي، جاء جيوفينكو خلال النصف الثاني من الوقت الإضافي. انتهت المباراة بالتعادل 0-0 وفازت بركلات الترجيح عندما سجل جيوفينكو ركلة جزاء لصالح إيطاليا، لكن أسبانيا فازت بنتيجة 7-6 بسبب غياب ليوناردو بونوتشي. فازت إيطاليا في وقت لاحق بالميدالية البرونزية في مواجهة الأوروغواي، أيضا بركلات الترجيح بعد انتهاء المباراة 2-2 بعد وقت إضافي. بسبب غيابه عن اللعب خلال موسم 2013-2014، غاب جيوفينكو عن كأس العالم 2014 ولم يتم تسميته في الفريق المؤقت ولا الفريق النهائي.

### كأس الأمم الأوروبية 2016 و 2018
في أكتوبر 2014، استدعى المدرب الإيطالي الجديد ومديره السابق في نادي يوفنتوس أنطونيو كونتي جيوفينكو في مباراة التأهل إلى كأس الأمم الأوروبية 2016 ضد أذربيجان في باليرمو، والتي فازت فيها إيطاليا بنتيجة 2-1 في 10 أكتوبر. جاء جيوفينكو في الشوط الثاني، وساعد في إحراز الهدف الثاني لجيورجيو كيلليني في المباراة، فاصطدم أيضًا بالعارضة في نهاية المباراة من ضربة خارج المنطقة بعد تمريرة فردية. بعد أدائه القوي لفريق تورنتو، استدعي جيوفينكو للمنتخب الوطني مرة أخرى في أغسطس 2015 لمباريات إيطاليا التأهيلية لكأس الأمم الأوروبية 2016 ضد مالطا وبلغاريا في سبتمبر، وكان من المقرر أن يصبح أول لاعب من الدوري الأمريكي يمثل إيطاليا.

## الاحصائيات

### النادي
آخر تحديث 12 أبريل 2019.
| النادي         | الموسم   | الدوري                         | الدوري | الدوري  | الكأس  | الكأس   | القارات | القارات | أخرى   | أخرى    | المجموع | المجموع | م.            |
| النادي         | الموسم   | الدرجة                         | الظهور | الأهداف | الظهور | الأهداف | الظهور  | الأهداف | الظهور | الأهداف | الظهور  | الأهداف | م.            |
| -------------- | -------- | ------------------------------ | ------ | ------- | ------ | ------- | ------- | ------- | ------ | ------- | ------- | ------- | ------------- |
| يوفنتوس        | 2006–07  | الدوري الإيطالي الدرجة الثانية | 3      | 0       | 0      | 0       | —       | —       | —      | —       | 3       | 0       | [ 57 ]        |
| يوفنتوس        | 2008–09  | الدوري الإيطالي الدرجة الأولى  | 19     | 2       | 3      | 1       | 5       | 0       | —      | —       | 27      | 3       | [ 58 ]        |
| يوفنتوس        | 2009–10  | الدوري الإيطالي الدرجة الأولى  | 15     | 1       | 0      | 0       | 4       | 0       | —      | —       | 19      | 1       | [ 58 ]        |
| يوفنتوس        | 2012–13  | الدوري الإيطالي الدرجة الأولى  | 31     | 7       | 3      | 2       | 7       | 2       | 1      | 0       | 42      | 11      | [ 58 ]        |
| يوفنتوس        | 2013–14  | الدوري الإيطالي الدرجة الأولى  | 17     | 2       | 2      | 1       | 11      | 0       | —      | —       | 30      | 3       | [ 58 ]        |
| يوفنتوس        | 2014–15  | الدوري الإيطالي الدرجة الأولى  | 7      | 0       | 1      | 2       | 3       | 0       | —      | —       | 11      | 2       | [ 58 ]        |
| يوفنتوس        | المجموع  | المجموع                        | 92     | 12      | 9      | 6       | 30      | 2       | 1      | 0       | 132     | 20      | —             |
| إمبولي (إعارة) | 2007–08  | الدوري الإيطالي الدرجة الأولى  | 35     | 6       | 1      | 0       | 1       | 0       | —      | —       | 37      | 6       | [ 58 ]        |
| بارما (إعارة)  | 2010–11  | الدوري الإيطالي الدرجة الأولى  | 30     | 7       | 2      | 0       | —       | —       | —      | —       | 32      | 7       | [ 58 ]        |
| بارما (إعارة)  | 2011–12  | الدوري الإيطالي الدرجة الأولى  | 36     | 15      | 2      | 1       | —       | —       | —      | —       | 38      | 16      | [ 58 ]        |
| بارما (إعارة)  | المجموع  | المجموع                        | 66     | 22      | 4      | 1       | —       | —       | —      | —       | 70      | 23      | —             |
| تورونتو        | 2015     | الدوري الأمريكي                | 33     | 22      | 1      | 1       | —       | —       | 1      | 0       | 35      | 23      | [ 57 ] [ 58 ] |
| تورونتو        | 2016     | الدوري الأمريكي                | 28     | 17      | 3      | 1       | —       | —       | 6      | 4       | 37      | 22      | [ 57 ] [ 58 ] |
| تورونتو        | 2017     | الدوري الأمريكي                | 25     | 16      | 3      | 3       | —       | —       | 4      | 1       | 32      | 20      | [ 57 ] [ 58 ] |
| تورونتو        | 2018     | الدوري الأمريكي                | 28     | 13      | 1      | 1       | 8       | 4       | 1      | 0       | 38      | 18      | [ 57 ] [ 58 ] |
| تورونتو        | المجموع  | المجموع                        | 114    | 68      | 8      | 6       | 8       | 4       | 12     | 5       | 142     | 83      | —             |
| الهلال         | 2018–19  | دوري المحترفين السعودي         | 7      | 3       | 0+2    | 0       | 3       | 0       | 0      | 0       | 10      | 3       | [ 57 ]        |
| الإجمالي       | الإجمالي | الإجمالي                       | 314    | 111     | 24     | 13      | 42      | 6       | 13     | 5       | 391     | 135     | —             |

1. 1 2 3 4  المباريات في دوري أبطال أوروبا
2. ↑  المباراة في كأس السوبر الإيطالي
3. ↑  المباريات في دوري أبطال أوروبا والدوري الأوروبي
4. ↑  المباريات في الدوري الأوروبي
5. 1 2 3  المباريات في التصفيات المؤهلة لنهائيات كأس الدوري الأمريكي
6. ↑  المباريات في دوري أبطال الكونكاكاف
7. ↑  المباريات في كأس كامبيونز

### المنتخب
آخر تحديث 14 أكتوبر 2018.
| إيطاليا | إيطاليا | إيطاليا |
| العام   | الظهور  | الأهداف |
| ------- | ------- | ------- |
| 2011    | 6       | 0       |
| 2012    | 8       | 0       |
| 2013    | 3       | 1       |
| 2014    | 4       | 0       |
| 2015    | 2       | 0       |
| 2016    | –       | –       |
| 2017    | –       | –       |
| 2018    | 0       | 0       |
| المجموع | 23      | 1       |

#### الأهداف الدولية
قائمة الأهداف والنتائج مع منتخب إيطاليا الأول.
| #  | التاريخ       | المكان                                | الخصم   | الهدف | النتيجة | المسابقة         |
| -- | ------------- | ------------------------------------- | ------- | ----- | ------- | ---------------- |
| 1. | 19 يونيو 2013 | أرينا سيداد دا كوبا، ريسيفي، البرازيل | اليابان | 4–3   | 4–3     | كأس القارات 2013 |

### السجلات
- تورونتو إف سي - أفضل هداف في الدوري الأمريكي: 68 هدفًا
- تورونتو إف سي - أفضل هداف في بطولة كندا: 6
- أكثر أهداف الدوري لتورونتو في موسم واحد: 22
- معظم الأهداف لتورونتو في موسم واحد (جميع المسابقات): 23
- معظم الأهداف لتورونتو في مباراة الدوري: 3
- أسرع هدف لتورونتو: 57 ثانية
- معظم الأهداف في البطولة الكندية: 6
- أسرع لاعب للوصول إلى 100 هدف مشترك بين تسديد وصناعة في تاريخ الدوري الأمريكي: 58 هدفًا و 42 صناعة (أسيست) في 95 مباراة

## الإنجازات

### النادي
يوفنتوس
- الدوري الإيطالي الدرجة الأولى (2): 2012–13، 2013–14
- الدوري الإيطالي الدرجة الثانية (1): 2006–07
- كأس السوبر الإيطالي (2): 2012، 2013

 تورونتو
- كأس الدوري الأمريكي (1): 2017[64]
- بطولة المؤتمر الشرقي (التصفيات): 2016[65] 2017[66]
- درع الجماهير (1): 2017[67]
- البطولة الكندية (3): 2016،[68] 2017،[69] 2018[70]
- كأس تريليوم (1): 2016،[71] 2017[72]

 الهلال
- دوري أبطال آسيا (1): 2019
- دوري المحترفين السعودي: 2019–2020، 2020–2020
- كأس خادم الحرمين الشريفين: 2019-2020

### المنتخب
إيطاليا
- بطولة أمم أوروبا: الوصيف 2012
- كأس القارات: المركز الثالث 2013[73]

### الفردية
- أفضل لاعب بطولة الربيع الوطنية (1): 2005–06[62]
- دورة تولون الدولية أفضل لاعب في البطولة (1): 2008[74]
- بطولة أوروبا تحت 21 سنة فريق البطولة (1): 2009[75]
- تشكيلة كل النجوم للدوري الأمريكي (4): 2015،[76] 2016،[77] 2017،[78] 2018[79]
- فريق الأحلام للدوري الأمريكي (3): 2015،[80] 2016،[81] 2017[82]
- جائزة أفضل لاعب في الدوري الأمريكي (1): 2015[83]
- الحذاء الذهبي في الدوري الأمريكي (1): 2015[84]
- أفضل مُمرّر تمريرات حاسمة في الدوري الأمريكي (1): 2015[85]
- جائزة أفضل لاعب وافد (1): 2015[86]
- جائزة إي إس بي واي لأفضل لاعب في الدوري الأمريكي: 2016[87]
- جائزة جورج غروس ميموريال (1): 2017[69]
- هداف البطولة الكندية لكرة القدم (1): 2017
- أودي جائزة مؤشر اللاعب (2): 2016،[88] 2017[89][90]
- ريد باتش بويز لاعب العام (2): 2015، 2016[91]
- دوري أبطال الكونكاكاف الكرة الذهبية (1): 2018[92]
- دوري أبطال الكونكاكاف تشكيلة البطولة (1): 2018[93]
- ضمن تشكيلة العام من الكونكاكاف (1): 2018[94]
- جائزة لاعب العام من الكونكاف: 2018 (المركز الثالث)[95]

## وصلات خارجية
- سيباستيان جيوفينكو على موقع الاتحاد الدولي (مؤرشف)  (الإنجليزية)
- سيباستيان جيوفينكو على موقع الاتحاد الأوربي (الإنجليزية)
- سيباستيان جيوفينكو على موقع الدوري الأمريكي (الإنجليزية)
- سيباستيان جيوفينكو على موقع إي إس بي إن إف سي (الإنجليزية)
- سيباستيان جيوفينكو على موقع قاعدة بيانات كرة القدم.إي يو (الإنجليزية)
- سيباستيان جيوفينكو على موقع بيانات كرة القدم. دي إي (الألمانية)
- سيباستيان جيوفينكو على موقع ليكيب (الفرنسية)
- سيباستيان جيوفينكو على موقع ناشيونال فوتبول تيمز (الإنجليزية)
- سيباستيان جيوفينكو على موقع Soccerbase.com (لاعب) (الإنجليزية)
- سيباستيان جيوفينكو على موقع Soccerway.com (الإنجليزية)